# Syagrus cearensis
 (septembre 2012).
Si vous disposez d'ouvrages ou d'articles de référence ou si vous connaissez des sites web de qualité traitant du thème abordé ici, merci de compléter l'article en donnant les références utiles à sa vérifiabilité et en les liant à la section « Notes et références ».
Espèce
Classification phylogénétique
Syagrus cearensis est une espèce de plantes à fleurs de la famille des Arecaceae (palmiers), indigène au Brésil.

## Distribution
Syagrus cearensis croît dans les états de Piauí, Rio Grande do Norte, Paraíba, Pernambuco et Ceará.  Son abondance dans ce dernier état est à l'origine de son épithète spécifique cearensis.

## Description
Syagrus cearensis  ressemble à l'espèce voisine Syagrus oleracea, mais a des différences dans la croissance que des touffes et de fruits jaunes, plutôt que d'un seul et même souches fruits verts à maturité[pas clair]. Ses fruits sont des drupes jaunes fibro-mucilagineuses, au goût sucré. 

## Noms vernaculaires
Il est appelé en portugais coco-babão ou catolé , et dans d'autres langues : drooling-nut en anglais et coco-viscoso en espagnol.